# 徐海东居所
徐海东居所，位于中华人民共和国辽宁省大连市中山区文化街75号，已列为大连市文物保护单位。
徐海东居所建于1925年。

## 保护
2003年9月29日，徐海东居所公布为第五批大连市文物保护单位。